# Дугоноси пиринчев пацов
Дугоноси пиринчев пацов или дугоноси пиринчев хрчак (лат. Handleyomys rostratus, рус. Длинноносый рисовый хомяк) је врста сисара из реда глодара и породице хрчкова (Cricetidae). 

## Распрострањење
Врста има станиште у Белизеу, Гватемали, Костарици, Мексику, Никарагви, Салвадору и Хондурасу.

## Станиште
Дугоноси пиринчев пацов има станиште на копну, од нивоа мора до 1.200 метара надморске висине.

## Угроженост
Ова врста није угрожена, и наведена је као последња брига јер има широко распрострањење.

### Популациони тренд
Популација ове врсте је стабилна, судећи по доступним подацима.